# 12813 Paolapaolini
12813 Paolapaolini este un asteroid din centura principală de asteroizi.

## Descriere
12813 Paolapaolini este un asteroid din centura principală de asteroizi. A fost descoperit pe 14 februarie 1996 la Cima Ekar de Maura Tombelli și Ulisse Munari. Asteroidul prezintă o orbită caracterizată de o semiaxă mare de 2,78 ua, o excentricitate de 0,09 și o înclinație de 9,0° în raport cu ecliptica.